# 岩国市立御庄中学校
岩国市立御庄中学校（いわくにしりつ みしょうちゅうがっこう）は、山口県岩国市御庄にあった市立中学校。2012年現在休校中であったが、2013年に岩国市立岩国中学校へ統合。

## 沿革
- 1947年（昭和22年） - 御庄村立御庄中学校として開校。
- 1955年（昭和30年） - 町村合併により岩国市立御庄中学校と改称。
- 2004年（平成16年）4月1日 - 休校となる。
- 2013年（平成25年）3月31日 - 岩国中学校へ統合。

## 部活動
- バスケットボール部（男・女）

## 生徒数
- 1年 0人
- 2年 0人
- 3年 15人
- 合計 15人

（2013年4月現在）